# Prokleia
Prokleia (altgriechisch Προκλεία Prokleía) ist in der griechischen Mythologie die Tochter des Klytios, somit eine Enkelin des Königs von Troja, Laomedon, und Cousine des Hektor. Ihr Bruder war laut Pausanias Kaletor.
Prokleia war die erste Frau des Poseidonsohnes Kyknos, des Königs von Kolonai in der Troas. Ihm gebar sie den Tennes und die Hemithea. Nach dem Tod der Prokleia klagte die zweite Frau des Kyknos, Philonome, aus abgewiesener Liebe Tennes an, sie vergewaltigt zu haben. Die Geschwister wurden in einer Kiste auf See ausgesetzt, aber gerettet und gaben der Insel, an der sie angespült wurden, den Namen Tenedos.
Nach anderen war Prokleia nicht die Enkelin, sondern die Tochter des Laomedon.